# Eleições estaduais no Amapá em 2010
As eleições estaduais no Amapá em 2010 aconteceram em 3 de outubro, como parte das eleições gerais no Brasil daquele ano.
Nesta ocasião, foram realizadas eleições em todos os 26 estados brasileiros e no Distrito Federal. Os cidadãos amapaenses aptos a votar elegerão o Presidente do Brasil, o Governador do Amapá e dois Senadores pelo estado, além de deputados estaduais e federais. Como nenhum dos candidatos a cargos no Executivo (Presidente ou Governador) obtiveram mais da metade do votos válidos, um segundo turno foi realizado no dia 31 de outubro. Na eleição presidencial foi entre Dilma Rousseff (PT) e José Serra (PSDB), com a vitória de Dilma; já no governo amapaense foi entre Camilo Capiberibe e Lucas, com a vitória de Camilo Capiberibe. Segundo a Constituição Federal, o Presidente e os Governadores são eleitos diretamente para um mandato de quatro anos, com um limite de dois mandatos. O Presidente Luiz Inácio Lula da Silva (PT) não pode ser reeleito, uma vez que se elegeu duas vezes, em 2002 e 2006. O mesmo aconteceu com o governador Waldez Góes (PDT).

## Candidatos e resultados

### Governador
No Amapá, foram cinco os candidatos à governador.

#### Primeiro turno
| Candidato a governador(a) (em ordem alfabética) | Candidato a vice-governador(a) | Número | Coligação                                                                          | Votos  | Porcentagem |
| ----------------------------------------------- | ------------------------------ | ------ | ---------------------------------------------------------------------------------- | ------ | ----------- |
| Lucas Barreto PTB                               | Jaime Nunes PSDC               | 14     | União Popular pela Mudança PTB / PSDC / PCB / PRTB / PMN / PTC / PRP               | 96.165 | 28,93%      |
| Camilo Capiberibe PSB                           | Dora Nascimento PT             | 40     | Frente Popular PSB / PT                                                            | 95.328 | 28,68%      |
| Jorge Amanajás PSDB                             | Francisca Favacho PMDB         | 45     | Amapá Mais Forte PSDB / PMDB / PTN / PSC / PPS / PV                                | 93.695 | 28,19%      |
| Pedro Paulo PP                                  | Alberto Goes PDT               | 11     | O Trabalho Precisa Continuar PP / PDT / PRB / PSL / PR / DEM / PHS / PCdoB / PTdoB | 44.870 | 13,50%      |
| Genival Cruz PSTU                               | Amiraldo Brito PSTU            | 16     | Sem Coligação                                                                      | 2.298  | 0,69%       |

#### Segundo turno
| Candidato a governador(a) (em ordem alfabética) | Candidato a vice-governador(a) | Número | Coligação                                                            | Votos   | Porcentagem |
| ----------------------------------------------- | ------------------------------ | ------ | -------------------------------------------------------------------- | ------- | ----------- |
| Camilo Capiberibe PSB                           | Dora Nascimento PT             | 40     | Frente Popular PSB / PT                                              | 170.277 | 53,77%      |
| Lucas Barreto PTB                               | Jaime Nunes PSDC               | 14     | União Popular pela Mudança PTB / PSDC / PCB / PRTB / PMN / PTC / PRP | 146.383 | 46,23%      |

### Senador
No Amapá foram 7 candidatos a senador, dos quais dois foram eleitos. Os candidatos Claudio de Andrade Gois (PSTU) e João Alberto Capiberibe (PSB) tiveram suas candidaturas cassadas.
| Candidato(a)            | Suplentes                                                       | Número | Coligação                                                                          | Votos   | Porcentagem |
| ----------------------- | --------------------------------------------------------------- | ------ | ---------------------------------------------------------------------------------- | ------- | ----------- |
| Randolfe Rodrigues PSOL | 1º:Clécio Luis (PSOL) 2º:Marina Sá (PSOL)                       | 500    | Sem Coligação                                                                      | 203.259 | 31,18%      |
| João Capiberibe PSB     | 1º:Ivanci Magno (PT) 2º:Birinha (PSB)                           | 401    | Frente Popular PSB / PT                                                            | 130.038 | 19,95%      |
| Gilvam Borges PMDB      | 1º:Geovani Borges (PMDB) 2º:Salomãozinho (PMDB)                 | 152    | Amapá Mais Forte PSDB / PMDB / PTN / PSC / PPS / PV                                | 121.015 | 18,56%      |
| Waldez Góes PDT         | 1º:Hildo Fonseca (PDT) 2º:Haroldo Vitor (PDT)                   | 123    | O Trabalho Precisa Continuar PP / PDT / PRB / PSL / PR / DEM / PHS / PCdoB / PTdoB | 106.751 | 16,37%      |
| Papaléo Paes PSDB       | 1º:Sebastião Magalhaes (PSDB) 2º:Josivaldo Abrantes Rato (PSDB) | 456    | Amapá Mais Forte PSDB / PMDB / PTN / PSC / PPS / PV                                | 47.619  | 7,30%       |
| Professor Marcos PT     | 1º:Cida (PT) 2º:Prof. Erisvaldo (PT)                            | 131    | Frente Popular PSB / PT                                                            | 43.275  | 6,64%       |
| Claudio Vigilante PSTU  | 1º:Cristiano Souza (PSTU) 2º:Carlos Paiva (PSTU)                | 160    | Sem Coligação                                                                      | 0       | 0,00%       |

### Deputados federais eleitos
Foram oito deputados federais eleitos no Amapá.

Representação eleita
  PSB: 1
  PRTB: 1
  PT: 1
  DEM: 1
  PMDB: 1
  PCdoB: 1
  PDT: 1
  PSDB: 1

| Candidato(a)           | Número | Coligação                                                      | Votos  | Porcentagem |
| ---------------------- | ------ | -------------------------------------------------------------- | ------ | ----------- |
| Janete Capiberibe PSB  | 4040   | Frente Popular PT, PSB                                         | 28.147 | 8,92%       |
| Vinícius PRTB          | 2828   | União Popular pela Mudança PTB, PCB, PSDC, PRTB, PMN, PTC, PRP | 21.479 | 6,81%       |
| Professora Dalva PT    | 1313   | Frente Popular PT, PSB                                         | 20.203 | 6,40%       |
| Davi Alcolumbre DEM    | 2580   | União Progressista PRB, PP, PDT, PR, DEM, PHS, PCdoB           | 14.655 | 4,65%       |
| Fatima Pelaes PMDB     | 1578   | Amapá Mais Forte PMDB, PTN, PSC, PPS, PV, PSDB                 | 14.193 | 4,50%       |
| Evandro Milhomen PCdoB | 6566   | União Progressista PRB, PP, PDT, PR, DEM, PHS, PCdoB           | 13.974 | 4,43%       |
| Bala Rocha PDT         | 1212   | União Progressista PRB, PP, PDT, PR, DEM, PHS e PCdoB          | 12.739 | 4,04%       |
| Luiz Carlos PSDB       | 4545   | Amapá Mais Forte PMDB, PTN, PSC, PPS, PV e PSDB                | 10.945 | 3,47%       |

Obs.: A tabela acima mostra somente os candidatos eleitos.

### Deputados estaduais eleitos
No Amapá foram vinte e quatro deputados estaduais eleitos.. O ícone  indica os que foram reeleitos.

Representação eleita
  PDT: 4
  PMDB: 2
  PP: 2
  PTdoB: 2
  PTB: 2
  DEM: 2
  PPS: 2
  PSB: 2
  PSDB: 1
  PSC: 1
  PRTB: 1
  PRB: 1
  PSDC: 1
  PV: 1

| Candidato(a)         | Número | Coligação                                                 | Votos  | Porcentagem |
| -------------------- | ------ | --------------------------------------------------------- | ------ | ----------- |
| Junior Favacho PMDB  | 15699  | Amapá pode Mais PMDB,PPS, PV e PSDB                       | 11.329 | 3,30%       |
| Marília Góes PDT     | 12123  | Sem coligação                                             | 9.660  | 2,82%       |
| Michel JK PSDB       | 45123  | Amapá pode Mais PMDB,PPS,PV e PSDB                        | 9.611  | 2,80%       |
| Maria Góes PDT       | 12111  | Sem coligação                                             | 9,044  | 2,64%       |
| Edinho Duarte PP     | 11111  | Avança Amapá PP e PCdoB                                   | 8.142  | 2,37%       |
| Dalto Martins PMDB   | 15800  | Amapá pode Mais PMDB, PPS, PV e PSDB                      | 7.746  | 2,26%       |
| Bruno Mineiro PTdoB  | 70123  | Aliança Democrática e Trabalhista DEM e PTdoB             | 7.499  | 2,19%       |
| Mira Rocha PTB       | 14122  | União Popular pela Mudança PTB, PCB, PSDC, PMN, PTC e PRP | 6.891  | 2,01%       |
| Keka Cantuária PDT   | 12345  | Sem coligação                                             | 6.671  | 1,94%       |
| Kaká Barbosa PTdoB   | 70369  | Aliança Democrática e Trabalhista DEM e PTdoB             | 6.548  | 1,91%       |
| Moisés Souza PSC     | 20123  | Amapá merece Respeito PTN e PSC                           | 6.297  | 1,84%       |
| Eider Pena PDT       | 12222  | Sem coligação                                             | 6.210  | 1,81%       |
| Telma Gurgel PRTB    | 28123  | Sem coligação                                             | 5.284  | 1,70%       |
| Dr.Brasil PRB        | 10123  | Amapá do Futuro PRB, PR, PSL e PHS                        | 5.611  | 1,64%       |
| Charles Marques PSDC | 27147  | União Popular pela Mudança PTB, PCB, PSDC, PMN, PTC e PRP | 5.524  | 1,61%       |
| Isaac Alcolumbre DEM | 25123  | Aliança Democrática e Trabalhista DEM e PTdoB             | 5.511  | 1,61%       |
| Gatinho PTB          | 14580  | União Popular pela Mudança PTB, PCB, PSDC, PMN, PTC e PRP | 5.272  | 1,54%       |
| Doutor Jaci PPS      | 23100  | Amapá pode Mais PMDB, PPS, PV e PSDB                      | 5.108  | 1,49%       |
| Valdeco PPS          | 23222  | Amapá pode Mais PMDB, PPS, PV e PSDB                      | 4.991  | 1,45%       |
| Balieiro PSB         | 40190  | Frente Popular PT e PSB                                   | 4.855  | 1,41%       |
| Zezé Nunes PV        | 43123  | Amapá pode Mais PMDB, PPS, PV e PSDB                      | 4.839  | 1,41%       |
| Roseli Matos DEM     | 25456  | Aliança Democrática e Trabalhista DEM e PTdoB             | 4.798  | 1,40%       |
| Cristina Almeida PSB | 40789  | Frente Popular PT e PSB                                   | 4.421  | 1,29%       |
| Sandra Ohana PP      | 11000  | Avança Amapá PP e PCdoB                                   | 3.222  | 0,94%       |

Obs.: A tabela acima mostra somente os candidatos eleitos.